# Indice de participation des femmes à la vie économique et politique
Pour les articles homonymes, voir IPF.
L'Indice de participation des femmes à la vie économique et politique (IPF) est un indicateur développé par le PNUD en 1995 permettant d'évaluer l'égalité hommes-femmes au travers de l'autonomisation des femmes, selon trois critères différents : participation des femmes à la vie politique et aux prises de décision, à la vie économique et aux prises de décision, et pouvoir sur les ressources économiques. Il est intégré dans les rapports annuels sur le développement humain.

## Contenu
L'indice mesure l'autonomisation des femmes à partir de quelques données statistiques  : pourcentage de femmes parlementaires, chefs d’entreprises ou occupant des postes dans la haute administration, pourcentage  de femmes ingénieurs ou exerçant une profession libérale, et PNB par habitante  et leur part des revenus salariaux.

## Limites
L'Indice de participation des femmes tout comme l'indice sexospécifique du développement humain ont été conçus dans l'espoir de sensibiliser aux questions de genre dans les questions et politiques de développement. Ces deux indices ont toutefois été critiqués, car considérés comme hautement spécialisées et si difficiles à interpréter qu'ils sont souvent mal interprétées. Ils souffrent d'importantes lacunes dans les données, ne fournissent pas de comparaisons précises entre les pays et essaient de combiner trop de facteurs de développement en une seule mesure. Le risque étant, si ces indices ne sont pas assez documentés ou mal compris, qu'ils masquent plus de faits qu'ils n'en révèlent.
En ce qui concerne l'IPF en particulier, on dit souvent qu'il représente un parti pris d'élitisme. Il a été accusé de mesurer les inégalités uniquement parmi les femmes les plus instruites et les plus favorisées économiquement et de se concentrer principalement sur les échelons supérieurs de la société. Les femmes dans les organisations de base ou au niveau politique local ne sont pas prises en compte, ni le travail à des niveaux d'emploi inférieurs ou dans le secteur informel, où de nombreuses femmes dans les pays pauvres et en développement sont obligées de chercher un emploi. De plus, les informations statistiques ne sont pas toujours disponibles. Parmi les pays les moins avancés, peu nombreux sont ceux qui  collectent des données fiables sur la participation des femmes au monde économique ou au travail. Par conséquent, l'IPF n'est fiable que pour les pays très développés qui collectent ces statistiques. D'autre part, le nombre de femmes au parlement a pu être critiqué comme n'étant pas une indication adéquate des progrès en matière d'autonomisation des femmes dans un pays donné, car les femmes politiques ne défendent pas toujours les intérêts des femmes. Toutefois, les informations concernant le nombre de sièges parlementaires détenus par des femmes sont très faciles à obtenir et très difficiles à modifier, ce qui en fait l'une des sources de données les plus fiables dans la mesure. Une autre critique de l'IPF est son incapacité à aborder la question du contrôle des femmes sur leur corps et leur sexualité, qui, selon certains, est une source importante d'autonomisation des femmes et, en tant que telle, devrait être incluse dans la mesure. De plus, l'IPF a également été critiqué en raison du trop grand poids de la composante revenu dans le calcul de l'indice.